# Georg Friedrich Wilhelm Schaeffler
Georg Friedrich Wilhelm Schaeffler (Erlangen, 19 de outubro de 1964) é um empresário alemão, filho dos empresários Georg Schaeffler e Maria-Elisabeth Schaeffler, proprietário de 80% da empresa holding INA Holding Schaeffler GmbH & Co. KG, que inclui a Schaeffler AG. Sua mãe, Maria-Elisabeth Schaeffler, possui os outros 20%.